# Peter Bowles
Peter Bowles, född 16 oktober 1936 i London, död 17 mars 2022, var en brittisk skådespelare.
Bowles föddes i London, men växte från tre års ålder upp i Nottingham. Han utbildade sig vid RADA (Royal Academy of Dramatic Art), och gjorde scendebut i London 1956 i Romeo och Julia.
Under många år hade Peter Bowles småroller som svartmuskig bov i en rad filmer och TV-serier. Han fick sitt stora genombrott för en bredare publik i rollen som uppkomlingen Richard de Vere i TV-serien Ombytta roller (1979–1981) och blev därefter en av Englands mest efterfrågade TV-komiker.
För svensk publik är Bowles även känd som Archie Glover i Ett gott skratt (1979–1982). Bland övriga populära TV-serier märks Hennes ohängde bror (1982–1983), Rättvisans irrfärder (1984), Lytton's Diary (1986) och Executive Stress (1987).

## Filmografi i urval
- 1963–1968 – The Avengers (TV-serie)
- 1966 – Blow-up – förstoringen
- 1972 – Oändlig natt
- 1979–1981 – Ombytta roller (TV-serie)
- 1979–1982 – Ett gott skratt... (TV-serie)
- 1987–1988 – Par i karriären (TV-serie)
- 2016–2019 – Victoria (TV-serie)